# Sarosa epona
Sarosa epona là một loài bướm đêm thuộc phân họ Arctiinae, họ Erebidae.